# 야생생물유전자원센터
야생생물유전자원센터(野生生物遺傳資源-, Wildlife Genetic Resources Center, WGRC)는 멸종위기종, 고유종 및 희귀종 복원과 21세기 선도산업인 생물산업 발전을 효과적으로 지원하고, 지속적이고 현명한 생물자원의 이용을 도모하기 위해 설립된 대한민국 환경부 국립생물자원관 소속기관으로, 야생생물유전자원센터장(4급 상당)은 연구관으로 보한다. 인천광역시 서구 환경로 42(경서동) 종합환경연구단지 내에 위치하고 있다.

## 연혁
- 2010년 5월 5일 유생생물유전자원센터 신설[4][5]

## 조직

### 야생생물유전자원센터장
- 유전자원연구팀
- 활용지원연구팀

## 주요 업무
- 야생생물 유전자원의 체계적 탐색·수집·목록화
- 유전자원의 안정적 보존 및 관리
- 유전특성 및 천연물질 탐색 및 분석
- 유용생물자원의 효율적 탐색 및 활용을 위한 환경기술 개발
- 유전자/종자/배양체/천연물은행 통한 유용자원 공여시스템 구축 및 운영
- 유전자원 공인화를 위한 분자생물학적 분류 및 동정기술 개발
- 통합정보시스템을 통한 대국민 서비스 제공

## 같이 보기
- 국립공원종복원센터
- 국립산림품종관리센터
- 국가생명연구자원정보센터
- 국가생명윤리정책연구원
- 농업유전자원정보센터
- 한국미생물보존센터